# It's Me God
It's Me God är Breachs andra studioalbum, utgivet på Burning Heart Records 1997. I USA gavs skivan ut av Metal Blade Records (1997) och Prosthetic Records (1998). 1999 gavs skivan ut på LP av Trust No One Recordings.

## Låtlista[1]
1. "Valid" - 3:15
2. "God Forbid Me" - 2:42
3. "Deadheads" - 3:53
4. "Painted Face" - 2:30
5. "Clot" - 3:20
6. "Centre" - 2:54
7. "Replenish the Empty" - 2:16
8. "Presume the Forgotten" - 8:43
9. "Bloodlines" - 1:36
10. "In My Realm" - 3:01
11. "Divine" - 2:47